# イザベル・ハーク
イザベル・ハーク（Isabelle Haak、1999年7月11日 - ）は、スウェーデンの女子バレーボール選手。スウェーデン代表。

## 来歴

### クラブチーム
ペーシュトルプ出身。14歳のときに地元のクラブEngelholms VSに入団しバレーボール選手としてのキャリアをスタートさせる。2016年、フランスリーグのBéziers VBに移籍。リーグ3位となり、自身もMVPとベストスコアラー賞、ベストオポジット賞の3部門を受賞した。2017年、イタリアセリエA1のサヴィーノ・デルベーネ・スカンディッチと契約し、在籍した2シーズンともにリーグで3位となった。2017/18シーズンはリーグのベストスコアラー賞を受賞した。2019年、トルコの強豪ワクフバンクSKへ移籍。同年12月に中国で開催されたFIVB世界クラブ選手権で銅メダルを獲得し、自身もベストオポジット賞を受賞した。2020/21シーズンはトルコリーグで優勝を果たし、リーグのMVPを受賞した。また、欧州チャンピオンズリーグで準優勝し、ベストスコアラー賞を受賞した。2021年12月、FIVB世界クラブ選手権でワクフバンクを優勝へ導き、大会MVPとベストオポジット賞を受賞した。2021/22シーズンのトルコリーグでチームを連覇に導き、ベストオポジット賞を受賞した。2022年、イタリアセリエA1の強豪イモコ・コネリアーノに移籍した。

### 代表チーム
2014年、15歳のときにスウェーデン代表に初選出された。2018年、ヨーロッパシルバーリーグで優勝し、MVP、ベストスコアラー賞、ベストオポジット賞、ベストサーバー賞の4冠を獲得。2021年より代表チームで主将を務め、38年ぶりの欧州選手権本戦への出場権獲得に大きく貢献。本戦の欧州選手権では7位となった。2022年、ヨーロッパシルバーリーグで優勝し、ベストスコアラー賞、ベストオポジット賞、ベストスパイカー賞を受賞した。

## 球歴
- 欧州選手権 - 2021年

## 受賞歴
- 2018年 - ヨーロッパシルバーリーグ MVP、ベストスコアラー賞、ベストオポジット賞、ベストサーバー賞
- 2019年 - FIVB世界クラブ選手権 ベストオポジット賞
- 2021年 - 2020/21トルコリーグ MVP
- 2021年 - 2020/21欧州チャンピオンズリーグ ベストスコアラー
- 2021年 - FIVB世界クラブ選手権 MVP、ベストオポジット賞
- 2022年 - 2021/22トルコリーグ ベストオポジット賞
- 2022年 - ヨーロッパシルバーリーグ ベストスコアラー賞、ベストオポジット賞、ベストスパイカー賞

## 所属クラブ
- Engelholms VS（2014-2016年）
- Béziers VB（2016-2017年）
- サヴィーノ・デルベーネ・スカンディッチ（2017-2019年）
- ワクフバンクSK（2019-2022年）
- イモコ・バレー・コネリアーノ（2022年-）